# Ypthima ariaspa
Ypthima ariaspa är en fjärilsart som beskrevs av Moore 1874. Ypthima ariaspa ingår i släktet Ypthima och familjen praktfjärilar. Inga underarter finns listade i Catalogue of Life.